# Szlovénia az 1994. évi téli olimpiai játékokon
Szlovénia a norvégiai Lillehammerben megrendezett 1994. évi téli olimpiai játékok egyik részt vevő nemzete volt. Az országot az olimpián 3 sportágban 22 sportoló képviselte, akik összesen 3 érmet szereztek.

## Érmesek
| Érem  | Versenyző     | Sportág  | Versenyszám      |
| ----- | ------------- | -------- | ---------------- |
| Bronz | Jure Košir    | Alpesisí | Férfi műlesiklás |
| Bronz | Katja Koren   | Alpesisí | Női műlesiklás   |
| Bronz | Alenka Dovžan | Alpesisí | Női összetett    |

## Alpesisí
Férfi
| Versenyző      | Versenyszám            | 1. futam | 1. futam | 2. futam | 2. futam | Összesítés | Összesítés |
| Versenyző      | Versenyszám            | Idő      | Hely.    | Idő      | Hely.    | Idő        | Helyezés   |
| -------------- | ---------------------- | -------- | -------- | -------- | -------- | ---------- | ---------- |
| Gregor Grilc   | Műlesiklás             | kizárták | kizárták | kiesett  | kiesett  | kiesett    | kiesett    |
| Gregor Grilc   | Óriás-műlesiklás       | 1:31,38  | 26.      | 1:25,75  | 22.      | 2:57,13    | 24.        |
| Jernej Koblar  | Óriás-műlesiklás       | 1:30,75  | 22.      | 1:25,92  | 25.      | 2:56,67    | 22.        |
| Jernej Koblar  | Szuperóriás-műlesiklás |          |          |          |          | 1:35,16    | 29.        |
| Jure Košir     | Műlesiklás             | 1:02,55  | 8.       | 59,98    | 3.       | 2:02,53    |            |
| Jure Košir     | Óriás-műlesiklás       | 1:31,30  | 25.      | 1:25,80  | 23.      | 2:57,10    | 23.        |
| Mitja Kunc     | Műlesiklás             | 1:02,82  | 11.      | 59,80    | 2.       | 2:02,62    | 4.         |
| Mitja Kunc     | Óriás-műlesiklás       | 1:28,90  | 5.       | 1:25,17  | 19.      | 2:54,07    | 14.        |
| Mitja Kunc     | Szuperóriás-műlesiklás |          |          |          |          | 1:35,15    | 28.        |
| Andrej Miklavc | Műlesiklás             | 1:02,57  | 9.       | 1:01,78  | 10.      | 2:04,35    | 10.        |
| Miran Ravter   | Lesiklás               |          |          |          |          | 1:48,48    | 35.        |
| Miran Ravter   | Szuperóriás-műlesiklás |          |          |          |          | 1:34,73    | 22.        |

| Versenyző    | Versenyszám | Lesiklás | Lesiklás | Műlesiklás | Műlesiklás | Műlesiklás | Műlesiklás | Műlesiklás | Műlesiklás | Összesítés | Összesítés |
| Versenyző    | Versenyszám | Lesiklás | Lesiklás | 1. futam   | 1. futam   | 2. futam   | 2. futam   | Össz.      | Össz.      | Összesítés | Összesítés |
| Versenyző    | Versenyszám | Idő      | Hely.    | Idő        | Hely.      | Idő        | Hely.      | Idő        | Hely.      | Idő        | Helyezés   |
| ------------ | ----------- | -------- | -------- | ---------- | ---------- | ---------- | ---------- | ---------- | ---------- | ---------- | ---------- |
| Gregor Grilc | Összetett   | 1:45,61  | 52.      | 50,97      | 5.         | 49,45      | 12.        | 1:40,42    | 5.         | 3:26,03    | 23.        |
| Jure Košir   | Összetett   | 1:42,17  | 41.      | 50,23      | 1.         | 48,18      | 1.         | 1:38,41    | 1.         | 3:20,58    | 10.        |
| Mitja Kunc   | Összetett   | 1:40,01  | 27.      | 50,88      | 4.         | 48,66      | 4.         | 1:39,54    | 2.         | 3:19,55    | 7.         |
| Miran Ravter | Összetett   | 1:38,88  | 16.*     | 52,46      | 14.        | 49,34      | 9.**       | 1:41,80    | 11.        | 3:20,68    | 11.        |

Női
| Versenyző     | Versenyszám            | 1. futam      | 1. futam      | 2. futam      | 2. futam      | Összesítés    | Összesítés    |         |         |
| Versenyző     | Versenyszám            | Idő           | Hely.         | Idő           | Hely.         | Idő           | Helyezés      |         |         |
| ------------- | ---------------------- | ------------- | ------------- | ------------- | ------------- | ------------- | ------------- | ------- | ------- |
| Alenka Dovžan | Lesiklás               |               |               |               |               | 1:38,07       | 16.           |         |         |
| Alenka Dovžan | Műlesiklás             | nem ért célba | nem ért célba | kiesett       | kiesett       | kiesett       | kiesett       |         |         |
| Alenka Dovžan | Óriás-műlesiklás       | 1:22,66       | 14.           | nem ért célba | nem ért célba | kiesett       | kiesett       | kiesett | kiesett |
| Alenka Dovžan | Szuperóriás-műlesiklás |               |               |               |               | nem ért célba | nem ért célba |         |         |
| Urška Hrovat  | Műlesiklás             | 1:00,38       | 7.            | 57,69         | 7.*           | 1:58,07       | 8.            |         |         |
| Urška Hrovat  | Óriás-műlesiklás       | 1:23,61       | 25.           | 1:14,55       | 20.           | 2:38,16       | 20.           |         |         |
| Urška Hrovat  | Szuperóriás-műlesiklás |               |               |               |               | 1:24,49       | 26.           |         |         |
| Katja Koren   | Lesiklás               |               |               |               |               | 1:37,69       | 10.           |         |         |
| Katja Koren   | Műlesiklás             | 59,00         | 1.            | 57,61         | 5.            | 1:56,61       |               |         |         |
| Katja Koren   | Óriás-műlesiklás       | nem ért célba | nem ért célba | kiesett       | kiesett       | kiesett       | kiesett       |         |         |
| Katja Koren   | Szuperóriás-műlesiklás |               |               |               |               | 1:22,96       | 7.            |         |         |
| Špela Pretnar | Lesiklás               |               |               |               |               | 1:38,50       | 23.           |         |         |
| Špela Pretnar | Műlesiklás             | 1:00,78       | 13.           | 57,87         | 10.           | 1:58,65       | 11.           |         |         |
| Špela Pretnar | Óriás-műlesiklás       | 1:22,81       | 15.           | 1:13,30       | 12.           | 2:36,11       | 12.           |         |         |
| Špela Pretnar | Szuperóriás-műlesiklás |               |               |               |               | nem ért célba | nem ért célba |         |         |

| Versenyző     | Versenyszám | Lesiklás | Lesiklás | Műlesiklás    | Műlesiklás    | Műlesiklás | Műlesiklás | Műlesiklás | Műlesiklás | Összesítés | Összesítés |
| Versenyző     | Versenyszám | Lesiklás | Lesiklás | 1. futam      | 1. futam      | 2. futam   | 2. futam   | Össz.      | Össz.      | Összesítés | Összesítés |
| Versenyző     | Versenyszám | Idő      | Hely.    | Idő           | Hely.         | Idő        | Hely.      | Idő        | Hely.      | Idő        | Helyezés   |
| ------------- | ----------- | -------- | -------- | ------------- | ------------- | ---------- | ---------- | ---------- | ---------- | ---------- | ---------- |
| Alenka Dovžan | Összetett   | 1:28,67  | 4.       | 50,01         | 4.            | 47,96      | 3.         | 1:37,97    | 3.         | 3:06,64    |            |
| Urška Hrovat  | Összetett   | 1:34,60  | 33.      | 51,72         | 9.            | 48,43      | 6.         | 1:40,15    | 7.         | 3:14,75    | 14.        |
| Katja Koren   | Összetett   | 1:30,59  | 25.      | 50,28         | 5.            | 48,72      | 8.         | 1:39,00    | 5.         | 3:09,59    | 6.         |
| Špela Pretnar | Összetett   | 1:29,91  | 19.      | nem ért célba | nem ért célba | kiesett    | kiesett    | kiesett    | kiesett    | kiesett    | kiesett    |

* - egy másik versenyzővel azonos eredményt ért el

** - két másik versenyzővel azonos eredményt ért el

## Biatlon
Férfi
| Versenyző                                            | Versenyszám      | Lövőhiba    | Időeredmény | Helyezés |
| ---------------------------------------------------- | ---------------- | ----------- | ----------- | -------- |
| Boštjan Lekan                                        | 20 km egyéni     | 5 (3+2+0+0) | 1:05:12,3   | 59.      |
| Janez Ožbolt                                         | 10 km sprint     | 0 (0+0)     | 29:35,8     | 9.       |
| Janez Ožbolt                                         | 20 km egyéni     | 3 (1+0+2+0) | 1:01:19,1   | 29.      |
| Jože Poklukar                                        | 10 km sprint     | 3 (2+1)     | 32:31,7     | 59.      |
| Jure Velepec                                         | 20 km egyéni     | 2 (0+1+0+1) | 1:01:58,0   | 38.      |
| Uroš Velepec                                         | 10 km sprint     | 2 (1+1)     | 31:07,5     | 36.      |
| Uroš Velepec Jure Velepec Boštjan Lekan Janez Ožbolt | 4 × 7,5 km váltó | 1+0         | 1:34:19,6   | 10.      |

Női
| Versenyző      | Versenyszám   | Lövőhiba    | Időeredmény | Helyezés |
| -------------- | ------------- | ----------- | ----------- | -------- |
| Andreja Grašič | 7,5 km sprint | 3 (2+1)     | 27:17,9     | 18.      |
| Andreja Grašič | 15 km egyéni  | 9 (2+3+3+1) | 59:09,3     | 44.      |

## Síugrás
| Versenyző                                              | Versenyszám | 1. ugrás | 1. ugrás | 2. ugrás | 2. ugrás | Összesítés | Összesítés |
| Versenyző                                              | Versenyszám | Pont     | Hely.    | Pont     | Hely.    | Pont       | Helyezés   |
| ------------------------------------------------------ | ----------- | -------- | -------- | -------- | -------- | ---------- | ---------- |
| Samo Gostiša                                           | Normálsánc  | 105,5    | 36.      | 104,5    | 27.      | 210,0      | 28.        |
| Dejan Jekovec                                          | Normálsánc  | 79,0     | 55.      | 95,0     | 32.      | 174,0      | 41.*       |
| Matjaž Kladnik                                         | Normálsánc  | 119,0    | 17.      | 107,5    | 25.      | 226,5      | 19.**      |
| Matjaž Kladnik                                         | Nagysánc    | 85,4     | 26.      | 69,7     | 33.      | 155,1      | 27.        |
| Robert Meglič                                          | Normálsánc  | 121,0    | 14.*     | 112,0    | 21.      | 233,0      | 14.*       |
| Robert Meglič                                          | Nagysánc    | 114,1    | 8.       | 103,4    | 9.       | 217,5      | 9.         |
| Franci Petek                                           | Nagysánc    | 69,5     | 35.      | 62,7     | 36.      | 132,2      | 38.        |
| Matjaž Zupan                                           | Nagysánc    | 67,5     | 37.      | 72,9     | 31.      | 140,4      | 33.        |
| Robert Meglič Samo Gostiša Matjaž Zupan Matjaž Kladnik | Csapat      | 377,3    | 9.       | 362,1    | 9.       | 739,4      | 9.         |

* - egy másik versenyzővel azonos eredményt ért el

** - két másik versenyzővel azonos eredményt ért el